# Tadashi Maeda
Ne pas confondre avec Tadashi Maeda (militaire).
Tadashi Maeda (前田 正, Maeda Tadashi, 7 décembre 1946 – 28 octobre 2013) est un homme politique japonais, élu deux fois à la chambre des représentants.

## Famille
Maeda nait à Osaka ; il est le fils du membre de la Chambre des représentants Jinichirō Maeda.

## Éducation
Maeda est diplômé en 1969 du département d'ingénierie de l'université du Kansai.

## Carrière politique
Après avoir été directeur du personnel de la branche d'Osaka du parti libéral-démocrate, Maeda est élu en 1990 à la Diète lors de la 39e élection générale ; il rejoint la faction Kōmoto. Aux élections générales de 1993, il n'est pas réélu, mais il réussit à être réélu comme membre du parti Shinshintō aux élections générales de 1996. En 1998, il rejoint le "Reform Club" dirigé par Ichirō Ozawa. En 1999, il devient vice-ministre parlementaire au ministère des Postes et Télécommunications, poste qu'il occupe également dans le deuxième cabinet Obuchi et dans le premier cabinet Mori.

## Mort
Maeda décède le 28 octobre 2013 à Osaka d'une crise cardiaque.